# Mémorandum Kozak

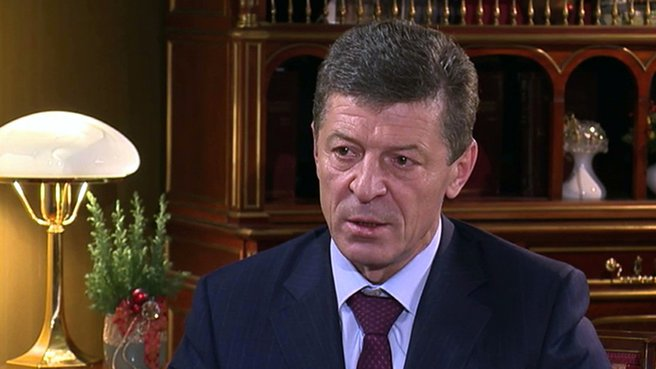
Dmitri Kozak, interview.

Le mémorandum Kozak, officiellement projet de mémorandum russe sur les principes fondamentaux de la structure étatique d'un État uni en Moldavie, est une proposition de 2003 visant à un règlement définitif des relations entre la Moldavie et la Transnistrie et à la résolution du conflit transnistrien. Il est considéré comme une extension du mémorandum de Moscou de 1997 mais sera finalement rejeté par le président moldave Vladimir Voronine.
Le plan, présenté à la mi-novembre 2003 par la Russie, est une proposition détaillée d'un État moldave fédéral asymétrique uni. D'abord publié en russe sur le site du ministère des Affaires étrangères de Transnistrie, le texte est promu par un homme politique russe, Dmitri Kozak, proche allié du président Vladimir Poutine et l'une des figures clés de son équipe présidentielle. Pour la Transnistrie, le mémorandum présente la fin de la politique précédente de Moscou, qui suppose que la région aura un statut égal dans la fédération avec le reste du pays. Selon le mémorandum, les troupes russes (pas plus de 2 000 hommes, sans armement lourd) resteraient en Transnistrie pendant la période de transition mais pas plus tard qu'en 2020.
Il est proposé une division des compétences du gouvernement de la Moldavie fédérale en trois catégories : les compétences de la fédération, les compétences des sujets individuels et les compétences communes. Le plan présente plusieurs problèmes qui risquent de provoquer un blocage dans l'élaboration des politiques. Une chambre basse, élue à la représentation proportionnelle, aurait adopté les lois à la majorité simple. Toutes les lois organiques (portant sur le changement de la structure du pouvoir fédéral - article 7b) auraient besoin de l'assentiment du sénat (pas « toutes les lois »). Cependant, toutes les lois auraient également besoin de l'assentiment du Sénat, dont la représentation serait très disproportionnée par rapport aux chiffres de la population : 13 sénateurs élus par la chambre basse fédérale, neuf par la Transnistrie et quatre par la Gagaouzie. En 2004, la Transnistrie compte 14 % et la Gagaouzie 4 % de la population totale de la Moldavie. Grâce à ce plan, les sénateurs de Transnistrie seraient en mesure de bloquer les modifications de la constitution de l'État unifié. Les lois concernant la fédération (Moldavie à l'exclusion de la Transnistrie et de la Gagaouzie)[Quoi ?] n'auraient pas besoin d'être ratifiées par le Sénat.
De grandes manifestations contre le mémorandum Kozak ont lieu à Chișinău dans les jours qui suivent la publication de la proposition russe. Les dirigeants de la Moldavie refusent de signer le mémorandum sans coordination avec les organisations européennes. Une visite du président Poutine en Moldavie est annulée. Plus tard en 2005, le président Vladimir Voronine fait une déclaration rejetant le mémorandum Kozak de 2003 en raison d'une contradiction avec la constitution moldave qui définit la Moldavie comme un État neutre et ne peut autoriser aucune troupe étrangère sur son sol, tandis que le pays ne peut pas rejoindre des alliances militaires. La Moldavie et le mémorandum de Kozak furent une question clé lors de la réunion ministérielle de l'Organisation pour la sécurité et la coopération en Europe à Maastricht en décembre 2003, et le désaccord sur la Moldavie entre la Russie, d'une part, et l'UE et les États-Unis, d'autre part, fut l'une des principales raisons pour lesquelles une décision finale amenant à une déclaration commune n'a pas été adoptée à l'issue de la réunion.